# قائمة البعثات الدبلوماسية في قطر

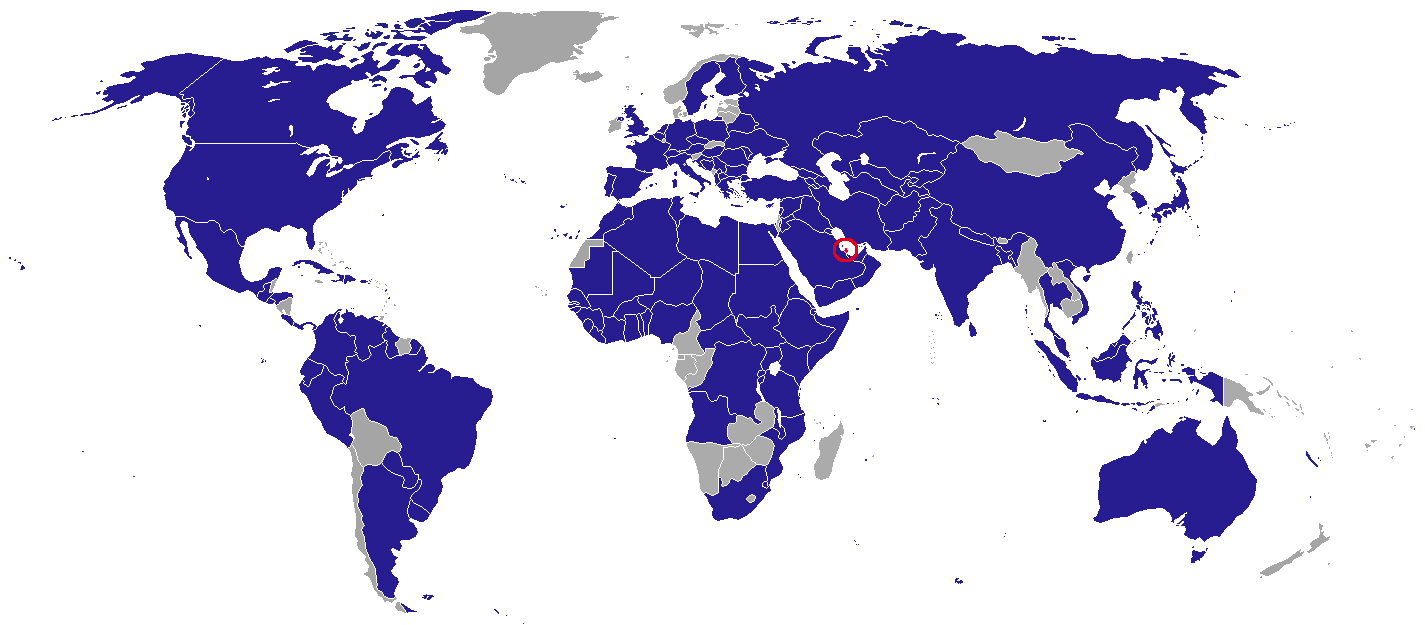
خريطة الدول التي لديها بعثات دبلوماسية في قطر

هذه قائمة بالبعثات الدبلوماسية في قطر. تستضيف العاصمة الدوحة 100 سفارة. وتعتمد دول عديدة سفراء لدى عواصم أخرى.

## سفارات
الدوحة
في 5 يونيو 2017، قطعت البحرين ومصر والسعودية والإمارات العربية المتحدة علاقاتها الدبلوماسية مع قطر.
في 5 يونيو 2021، اعلنت السعودية بجانب مصر والبحرين والإمارات عودة جميع العلاقات مع قطر. بعد توقيع بيان العلا.
| - السعودية - الإمارات العربية المتحدة - البحرين - مصر - اليمن - جزر المالديف - أفغانستان - ألبانيا - الجزائر - الأرجنتين - النمسا - أذربيجان - بنغلاديش - بيلاروس - بلجيكا - بنين - البوسنة والهرسك - البرازيل - بروناي - بلغاريا - كندا - جمهورية أفريقيا الوسطى - تشاد - الصين - كوستاريكا - كرواتيا - كوبا - قبرص - جيبوتي - جمهورية الدومينيكان - الإكوادور - السلفادور - إرتريا - إثيوبيا - فرنسا - غامبيا | - جورجيا - ألمانيا - اليونان - المجر - الهند - إندونيسيا - إيران - العراق - إيطاليا - اليابان - الأردن - كازاخستان - كينيا - كوريا الجنوبية - الكويت - لبنان - ليبيريا - ليبيا - مقدونيا - ماليزيا - موريتانيا - المكسيك - مولدوفا - المغرب - نيبال - هولندا - نيجيريا - عُمان - باكستان - فلسطين - بنما - باراغواي | - بيرو - الفلبين - بولندا - البرتغال - رومانيا - روسيا - السنغال - سنغافورة - الصومال - جنوب إفريقيا - إسبانيا - سريلانكا - السودان - إسواتيني - السويد - سويسرا - سوريا - طاجيكستان - تايلاند - تونس - تركيا - أوكرانيا - المملكة المتحدة - الولايات المتحدة - الأوروغواي - فنزويلا - فيتنام - اليمن |

### مكتب تمثيلي
- قبرص الشمالية

## سفارات معتمدة
تقيم في الرياض ما لم يذكر خلاف ذلك.
| - أستراليا (أبوظبي) - بوركينا فاسو - الكاميرون - تشيلي (القاهرة) - كولومبيا (أبوظبي) - جزر القمر - ساحل العاج - جمهورية التشيك (مدينة الكويت) - الدنمارك - إستونيا (تالين) - الاتحاد الأوروبي - فنلندا (أبوظبي) - الغابون - غانا - غينيا - غينيا بيساو (الجزائر) - آيسلندا (لندن) - جمهورية أيرلندا | - كوريا الشمالية (دمشق) - ليتوانيا (القاهرة) - مالي - مالطا - موريشيوس (القاهرة) - منغوليا (القاهرة) - نيوزيلندا - النيجر - النرويج (أبوظبي) - صربيا (مدينة الكويت) - سيراليون - سلوفاكيا (القاهرة) - سلوفينيا (القاهرة) - تنزانيا - أوغندا - أوزبكستان - زامبيا (القاهرة) - زيمبابوي (مدينة الكويت) |